# Distathma magellansis
Distathma magellansis är en stekelart som först beskrevs av Cameron 1887.  Distathma magellansis ingår i släktet Distathma och familjen brokparasitsteklar. Inga underarter finns listade i Catalogue of Life.